# Richard Dreyfuss
Richard Stephen Dreyfuss, ameriški igralec * 29. oktober 1947 Brooklyn, New York, ZDA.                                                                                                                                           
Richard Dreyfuss je najbolj znan po tem, da je igral v priljubljenih filmih med leti 1970 in 1990. Med drugim je nastopil v filmih Ameriški grafiti, Žrelo (1975), Stand by Me, Bližnja srečanja tretje vrste, Down in Out in Beverly Hills, The Goodbye Girl, Tin Men, Stakeout, Always, What About Bob? in Opus gospoda Hollanda. 
Dreyfuss je leta 1997 osvojil oskarja za najboljšega igralca za film The Goodbye Girl, leta 1995 pa je nominiran za Opus gospoda Hollanda. Prav tako je osvojil zlati globus in nagrado Bafte.

## Zgodnje življenje
Dreyfuss se je rodil v Brooklynu v New Yorku. Bil je sin Normana Dreyfusa in Geraldine. Njegov oče je v bitki pri bulge v drugi svetovni vojni trpel zaradi izčrpavajočih fizičnih učinkov, ki so ga ujele v eksploziji minobaca, zaradi česar je potreboval takojšnje oskrbe, ki jih je vojska zagotavljala do konca njegovega življenja. Dreyfuss je družino zapustil, ko je bil star 21 let. 
Dreyfuss je odraščal v območju Bayside v Queensu v New Yorku. Njegova družina je judovske vere. Komentiral je, da je "odraščal ob misli, da sta Alfred Dreyfus in [on] iz iste družine." Njegov oče ni maral New Yorka in se je družino preselil najprej v Evropo, in kasneje v Los Angeles,  Kalifornija, ko je bil Dreyfuss star devet let. Dreyfuss je obiskoval srednjo šolo Beverly Hills. 

## Kariera
Dreyfuss je začel igrati že v mladosti, v Temple Emanuel iz Beverly Hills Arts Center in Westside Jewish Center Center pod vodjo dramskega učitelja Billa Millerja. Nastopal je v TV produkciji V maminem domu, ko je bil star 15 let. Čez eno leto se je udeležil zveznega festivala San Fernando Valley, zdaj kalifornijske državne univerze, Northridge, in bil je med vojno v Vietnamu vestni ugovarjalec, dve leti je delal v nadomestni službi kot uradnik v bolnišnici v Los Angelesu. V tem času je Dreyfuss igral v nekaj majhnih televizijskih vlogah v oddajah, kot so Peyton Place, Gidget, That Girl, Gunsmoke, Bewitched, The Ghost & Mrs. Muir in The Big Valley. V poznih šestdesetih in začetku sedemdesetih je nastopal tudi na odrih na Broadwayu, Off-Broadwayu, repertoarju in v improvizacijskem gledališču.
Dreyfuss je nastopal v predstavi Čas tvojega življenja, ki je bila organizirana 17. marca 1972 v gledališču Huntington Hartford v Los Angelesu in v režiji Edwina Sherina.
Dreyfussova prva filmska vloga je bil majhen nekredificiran nastop v filmu The Graduate. Imel je eno pripombo: "Naj dobim policiste? Dobil bom policiste". Na kratko so ga videli tudi igrat v filmu Dolina lutk (1967), v kateri je imel nekaj vrstic. Leta 1973 je igral v pilotskem filmu CBS-22. Igral je v naslednjem Dillingerju in dobil vlogo v uspešnici American Graffiti iz leta 1973, ki je igral z drugimi bodočimi zvezdnimi igralci, kot sta Harrison Ford in Ron Howard. Dreyfuss je odigral svojo prvo glavno vlogo v kanadskem filmu Vajeništvo Duddyja Kravitza (1974), prejel je pozitivne kritike, vključno s pohvalo Pauline Kael. 
Dreyfuss je nadaljeval igranje v filmih Žrelo (1975), kjer je igral morskega biologa Matta Hoperja in Close Encounters of the Tret Kind (1977), oba je režiral Steven Spielberg. Na podelitvi oskarjev je dobil nagrado za najboljšega igralca leta 1978 na 50. podelitvi akademskih nagrad za upodobitev borbenega igralca v filmu The Goodbye Girl (1977), s čimer je postal najmlajši igralec (pri 30 letih in 125 dni), najboljši Marlon Brando, ki je svoj prvi oskar osvojil leta 1955 v starosti 30 let in 360 dni. Ta rekord je stal 25 let, dokler ga leta 2003 ni podrl Adrien Brody, ki je bil v času 75. podelitve oskarjev podelitev treh tednov 30 let. 
Okoli leta 1978 je Dreyfuss začel pogosto uporabljati kokain;  njegova zasvojenost je prišla do dogodka štiri leta pozneje leta 1982, ko so ga zaradi posedanja droge aretirali. Vstopil je v rehabilitacijo in na koncu znova začel z igranjem v filmomu Down and Out In Beverly Hills leta 1986 in naslednje leto v Stakeout. Dreyfuss je igral pomembno vlogo v filmu Roba Reinerja Stand by Me, dramskemu filmu / komedije o polnoletnosti iz leta 1986, prirejenem iz novele Stephena Kinga Telo. Dreyfuss je igral tudi starejšega Gordieja Lachancea (igral ga je soigralec The Buddy System Wil Wheaton), ki pripoveduje film. Leta 1988 se je z režiserjem Paulom Mazurskim dogovoril za igranje v politični farsi Moon Over Parador.
Leta 1989 se je Dreyfuss znova srečal z Spielbergom na Always, rimejkom A Guy Named Joe, v katerem je sodeloval z Holly Hunterjem. Igral je glavno vlogo nasproti Billa Murrayja v komediji iz leta 1991 What About Bob ?, kot psihiater, ki se zmeša, ko poskuša obvladati posebno obsesivno novega pacienta. Istega leta je Dreyfuss produciral in igral kot Georges Picquart v filmu Prisoners of Honor, HBO filmu o zgodovinski aferi Dreyfus.
Leta 1994 je sodeloval na zgodovinskem papeškem koncertu v počastitev Shoah v Vatikanu v prisotnosti papeža Janeza Pavla II., Rava Elio Toaffa, glavnega rabina Rima in Oscarja Luigija Scalfaroja, predsednika italijanske republike. Kaddish je recitiral kot del predstave Tretje simfonije Leonarda Bernsteina s Kraljevo filharmonijo pod taktirko Gilberta Levineja. Dogodek so predvajali po vsem svetu.
Dreyfuss je bil nominiran za oskarja in zlati globus za svojo vlogo kot Glenn Holland v Opusu gospoda Hollanda (1995). Od takrat naprej igra v filmih, na televiziji in na odru. Na prelomu iz leta 2001 na 2002 je igral Maxa Bickforda v televizijskem dramskem filmu The Education of Max Bickford. Aprila 2004 je nastopil v reviji Sly Fox na Broadwayu (nasproti Eric Stoltz, René Auberjonois, Bronson Pinchot in Elizabeth Berkley).
Dreyfuss je leta 1997 posnel glasbeno oglaševanje za Apple Computer "Think Different" oglaševalsko akcijo.
Novembra 2004 naj bi nastopil v Londonu v predstavi The Producers, vendar se je teden dni pred odprtjem predstave umaknil iz produkcije.  Mediji so zapisali, da je Dreyfuss januarja še vedno imel težave v zvezi z operacijo zaradi hernije diska in da je del Maxa Bialystoka v predstavi fizično zahteven. Tako on kot njegov pomočnik pri produkciji sta izjavila, da si Dreyfuss nabira poškodbe, zaradi katerih je moral med vajami nositi fizikalne opore. Dreyfuss je bil na koncu odpuščen iz proizvodnje. Leta 2009 je na The Old Vic gostoval na West Endu.
Leta 2006 je nastopil kot Richard Nelson, gejevski arhitekt in eden preživelih v filmu Poseidon. Dreyfuss je upodobil ameriškega podpredsednika Dicka Cheneyja v filmu Oliverja Stonea Georgea W. Busha iz leta 2008.
V začetku leta 2009 je nastopil v predstavi Complicit Joe Suttona v londonskem gledališču Old Vic. Produkcijo je režiral umetniški vodja gledališča Kevin Spacey. Predstava Dreyfussa je bila predmet nekaj polemike zaradi uporabe slušalke na odru, domnevno zaradi njegove nezmožnosti pravočasno naučenja besedila. Leta 2009 je kot lastnik igral v epizodi "Trije kralji" Family Guy, kasneje pa je spet nastopal v epizodi "Peter-assment". Dreyfuss je v šesti sezoni plevela igral kot Warren Schiff, srednješolski učitelj Nancy, kateremu je izgubila nedolžnost.  
Leta 2010 je znova igral morskega biologa Matta Hooperja v filmu Piranja 3D. 
Dreyfussa so 10. oktobra 1996 na hollywoodskem sprehodu slavnih igralcev prevzeli kot "zvezdnega igralca". Nahaja se na naslovu 7021 Hollywood Blod.
Dreyfuss je bil med 99 drugimi zvezdniki na podelitvi oskarjev 2012 - Night of 100 Stars. Intervju za šov Bill Zucker je gostoval z igralcem in pevcem Billom Zuckerjem.  
Leta 2014 je v dokumentarnem filmu z naslovom "Lincolnov največji govor" igral z najbolje prodajanim Lincolnovim učenjakom Ronaldom C. Whiteom, v katerem je izpostavil Lincolnov drugi inavguralni naslov, ki je nastopil kot gostitelj programa in recitiral Lincolnov govor na kameri.
18. februarja 2015 je bilo objavljeno, da bo Dreyfuss upodobil Bernieja Madoffa v prihajajoči miniseriji. Prva epizoda je bila predvajana 3. februarja 2016 z soigralko Blythe Danner. 
25. septembra 2017 je bilo objavljeno, da bodo The Last Laugh vodili Richard Dreyfuss, Chevy Chase in Andie MacDowell, na Netflixu pa je izšla 11. januarja 2019.

## Druga dela

### Dreyfussova civilna iniciativa
Dreyfuss si prizadeva za oživitev državljanske vzgoje, da bi prihodnje generacije poučil o moči svojega državljanstva in načelih, ki združijo Ameriko. Leta 2006 je ustvaril The Dreyfuss Civics Initiative (TDCI). Poslanstvo TDCI je oživiti in okrepiti poučevanje državljanov v ameriškem javnem izobraževanju, da bodočim generacijam omogočile veščine kritičnega razmišljanja, potrebne za izpolnitev velikega potenciala ameriškega državljanstva. TDCI je 501 (c) 3 imenovana organizacija, priznana od leta 2008. 
Dreyfuss je od ustanovitve organizacije objavil svoje številne javne nastope, da bi ozaveščal o začetku razprav in dialoga o potrebi po večji državljanski izobrazbi. 16. februarja 2006 je govoril v Nacionalnem tiskovnem klubu v Washingtonu, D.C., v upanju, da bo sprožil nacionalno razpravo o obtožbah zaradi obtožbe proti ameriškemu predsedniku Georgeu W. Bushu. 17. novembra 2006 je Dreyfuss igral v HBO-jevem realnem času z Billom Maherjem kot članom panela za razpravo o poučevanju državljanov v šolah. Prej je služboval v skrbniškem odboru Nacionalnega ustavotvornega centra v Filadelfiji. Leta 2007 je Dreyfuss nastopil v dokumentarnem filmu o glasovanju za mlade 18 v '08. Leta 2014 je bil Dreyfuss na Huckabeeju, ki ga je gostil nekdanji guverner Arkanzasa Mike Huckabee, da bi razpravljal o tem, kako lahko državljanska vzgoja ustvari močnejšo Ameriko in prosi gledalce, naj podpišejo Preambulo, da podprejo zadevo.
Dreyfuss je bil tudi svetovalec Fundacije g. Hollanda za Opus.

### Politika
Dreyfuss je bil zaskrbljen nad vprašanjem, kako mediji vplivajo na oblikovanje javnega mnenja, politike in zakonodaje. Leta 2000 je izrazil svoje stališče v pravici do zasebnosti, svobode govora, demokracije in odgovornosti posameznika. V letih 2011 in 2014 je bil Dreyfuss izvoljen v upravni odbor Skupnega vzroka.

### Knjige in članki
Leta 1995 je Dreyfuss v soavtorju s pisateljem znanstvene fantastike Harryjem Turtledovejem roman Dva žita, Georg Steamunk / nadomestni del zgodovine / skrivnosti postavljen leta 1995 časovnega traku, ko se je ameriški revoluciji mirno izognil. Sliko Thomasa Gainsborouga Georgea Washingtona in kralja Georgea III., ki simbolizira angleško govorečo zvestobo Severnih Američanov Britanskemu cesarstvu, ukradejo antimperski teroristi, policisti kraljeve ameriške planinske policije pa jo morajo najti, preden jo uničijo.
Leta 2015 so Dreyfuss, dr. Russ Porter, dr. Kellie Cude in dr. Stephen Anderson objavili članek o "Učni načrt državljanskih pravic: Nacionalni model izobraževanja državljanov v osnovnih in srednjih šolah."  Iz članka je na stotine učiteljev vrnilo državljansko izobraževanje v svojo učilnico s pomočjo učnega načrta za državljane in nadaljevalo razpravo za novo generacijo državljanov ZDA o tem, kako izboljšati državljansko izobraževanje. 

## Zasebno življenje
Dreyfuss se je v začetku osemdesetih let poročil s pisateljico in producentko Jeramie Rain. Z njo je imel tri otroke: Emily (rojena 1983), Benjamina (rojena 1986) in Harryja (rojen 1990). Njegov starejši sin Benjamin se je rodil s Peters Anomaly, redko genetsko motnjo oči, ki je po številnih operacijah ostal slep na levem očesu. Dreyfuss in Rain sta še naprej zbirala denar za oftalmološke centre po vsej ZDA. Po njuni ločitvi leta 1995 od Rain-a se je Dreyfuss leta 1999 poročil z Janelle Lacey, vendar sta se ločila leta 2005. 
Leta 2006 je Dreyfuss o svoji diagnozi bipolarne motnje razpravljal v dokumentarnem filmu Stephen Fry: Skrivno življenje manične depresije, v katerem je Fry (ki ima tudi motnjo) intervjuval Dreyfussa o svoji izkušnji z motnjo. 
Dreyfuss je agnostik. 
Dreyfuss in Ruslana Svetlana Erokhin sta se poročila leta 2006, od februarja 2020 pa živita v San Diegu v Kaliforniji, čeprav sta pogosto obiskovala New York City in London, kjer je nekoč živel Dreyfuss. Živela sta tudi v Carlsbadu v Kaliforniji. Februarja 2008 sta kupila hišo za 1,5 milijona dolarjev v Encinitasu v Kaliforniji in načrtujeta prenovo strukture iz 70. let z zelenimi tehnologijami.
Leta 2017 je pisateljica Jessica Teich med snemanjem posebnega filma ABC obtožila Dreyfussa spolnega nadlegovanja. Dreyfuss je obtožbe zanikal.  Dejal je, da je bil v svoji preteklosti preveč spogledljiv in da obžaluje takšno vedenje, vendar je poudaril, da "ceni [s] in spoštuje [s] ženske" in ni "napadalec". 
Dreyfuss se je spopadel z nekaterimi ljudmi, s katerimi je sodeloval, zlasti z igralci Robertom Shawom in Billom Murrayjem, ki sta sodelovala z njim v filmu What About Bob? oziroma režiser Oliver Stone, ki ga je režiral v filmu W.

## Filmografija

### Filmi
| Leto | Film                          | Vloga                                     | Opombe |
| ---- | ----------------------------- | ----------------------------------------- | ------ |
| 1967 | Dolina lutk                   | Pomočnik vodje odrov                      |        |
| 1968 | Mladi begci                   | Terry                                     |        |
| 1969 | Pozdravljeni tam dol          | Harold Webster                            |        |
| 1973 | Ameriški grafiti              | Curt Henderson                            |        |
| 1974 | Vajeništvo Duddyja Kravitza   | Duddy                                     |        |
| 1975 | Žrelo                         | Matt Hooper                               |        |
| 1977 | Zaprite srečanja tretje vrste | Roy Nearly                                |        |
| 1978 | Velik fix                     | Moses Wine                                |        |
| 1980 | Tekmovanje                    | Paul Dietrich                             |        |
| 1981 | Čigavo življenje sploh je?    | Ken Harrison                              |        |
| 1983 | Buudyev sistem                | Joe                                       |        |
| 1986 | Stoj mi ob strani             | David "Dave" Whiteman                     |        |
| 1987 | Nuts                          | Aaron Levinsky                            |        |
| 1988 | Luna nad Paradorjem           | Jack Noah                                 |        |
| 1989 | Naj se vozi                   | Jay Trotter                               |        |
| 1990 | Razglednica z roba            | Doktor Frankenthal                        |        |
| 1991 | Kaj pa o Bobu?                | Leo Marvin                                |        |
| 1993 | Izgubljeni v Yonkersu         | Louie Kurnitz                             |        |
| 1994 | Še en delež                   | Detektiv Chris Lecce                      |        |
| 1995 | Zadnji svet                   | Larry                                     |        |
| 1996 | Čas norih psov                | Vic                                       |        |
| 1997 | Zgrešena noč na Manhattnu     | Sam Vigoda                                |        |
| 1998 | Krippendorfovo pleme          | Profesor James Krippendorf                |        |
| 2000 | Posadka                       | Bobby Bartellemeo                         |        |
| 2001 | Kdo je Cletis Tout?           | Micah Donnelly                            |        |
| 2004 | Srebrno mesto                 | Chuck Raven                               |        |
| 2006 | Poseidon                      | Richard Nelson                            |        |
| 2008 | W.                            | Dick Cheney                               |        |
| 2009 | Svetlobniki                   | Seth                                      |        |
| 2010 | Piranja 3D                    | Matt Hooper (Zaslužen kot "Matthew Boyd") |        |
| 2013 | Paranoia                      | Francis Cassidy                           |        |
| 2014 | Zelo dobre punce              | Danny                                     |        |
| 2015 | Zipper                        | George Hiller                             |        |
| 2018 | Knjiga klub                   | George                                    |        |
| 2019 | Astronaut                     | Angus                                     |        |